# Front de l'Estepa
El Front de l'Estepa (rus: Степной фронт;) va ser un Front de l'Exèrcit Roig durant la Segona Guerra Mundial. Aquesta formació era equivalent a un Grup d'exèrcits occidental.

## Història
El 9 de juliol de 1943 la Stavka formà un nou Front de Reserva a la regió de Vorónej, efectiu des del 30 d'abril. Consistia en el component de comandament del 2n Exèrcit de Reserva (augmentat mitjançant diversos cursos d'oficials i sots-oficials), els exèrcits 27è, 52è, 53è, 46è, 47è, 4t Cuirassat de la Guàrdia, 5è Aeri i 8 cossos mòbils (tancs, tancs de la Guàrdia i mecanitzats). La majoria d'aquests exèrcits havien estat reassignats des del Front Nord-oest, el front del Caucas Nord o de la RVKG, la reserva de la Stavka. El 13 d'abril de 1943 el Front va passar a denominar-se Districte Militar de l'Estepa. Incloïa unitats veteranes de Stalingrad o Leningrad, entre d'altres.
El Front de l'Estepa va ser, en el seu moment, una gran agrupació de tropes situada entre Tula, Ielets, Stary Oskol i Rossox, la gran reserva dels fronts central i de Vorónej, que protegien la ciutat de Kursk, d'on Júkov pretenia treure les unitats quan fos necessari per començar l'ofensiva un cop els alemanys haguessin estat aturats.
A les ordres del coronel general Ivan Koniev va prendre part en la batalla de Kursk, entre juliol i octubre de 1943.
El 20 d'octubre de 1943 va passar a anomenar-se 2n Front d'Ucraïna.

## Batalles
- Batalla de Kursk (juliol – agost de 1943)
- Operació Polkovodets Rumiantsev (agost de 1943)
- Ofensiva del Baix Dnièper (agost – desembre de 1943)